# Urupelma veronicae
Espèce
Urupelma veronicae est une espèce d'araignées mygalomorphes de la famille des Theraphosidae.

## Distribution
Cette espèce est endémique de la région de Cuzco au Pérou,. Elle se rencontre vers Abra Málaga.

## Description
Le mâle holotype mesure 15,07 mm et la femelle paratype 22,0 mm.

## Systématique et taxinomie
Cette espèce a été décrite par Kaderka, Lüddecke, Řezáč, Řezáčová et Hüsser en 2023.

## Étymologie
Son nom d'espèce lui a été donné en référence au lieu de sa découverte, le Nevado Verónica.

## Publication originale
- Kaderka, Lüddecke, Řezáč, Řezáčová & Hüsser, 2023 : « Revision of the Peruvian tarantula Homoeomma peruvianum (Chamberlin, 1916): description of a new genus with eleven new species and insights to the evolution of montane tarantulas (Araneae: Theraphosidae: Theraphosinae). » Journal of Natural History, vol. 57, no 41-44, p. 1710-1824.